# Argyrogramma quaestionis
Argyrogramma quaestionis är en fjärilsart som beskrevs av Treitschke 1835. Argyrogramma quaestionis ingår i släktet Argyrogramma och familjen nattflyn. Inga underarter finns listade i Catalogue of Life.